# Aéroport international de Darwin
L'aéroport international de Darwin (code IATA : DRW • code OACI : YPDN) est un aéroport domestique et international desservant la ville de Darwin, la capitale et la ville la plus peuplée du Territoire du Nord (Northern Territory), en Australie. Il se trouve dans les faubourgs de Marrara à 13 kilomètres au nord du centre de Darwin.

## Photos

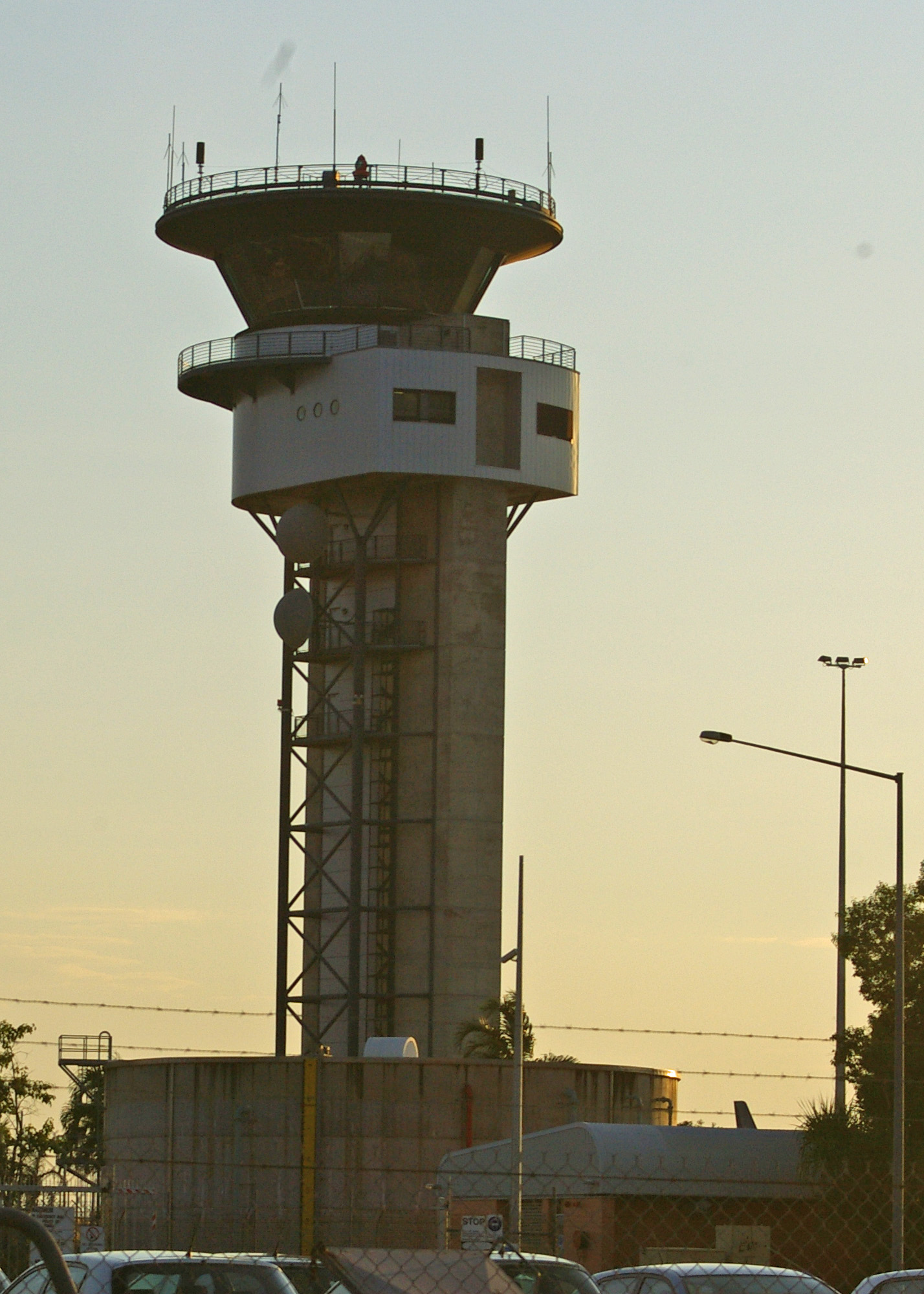
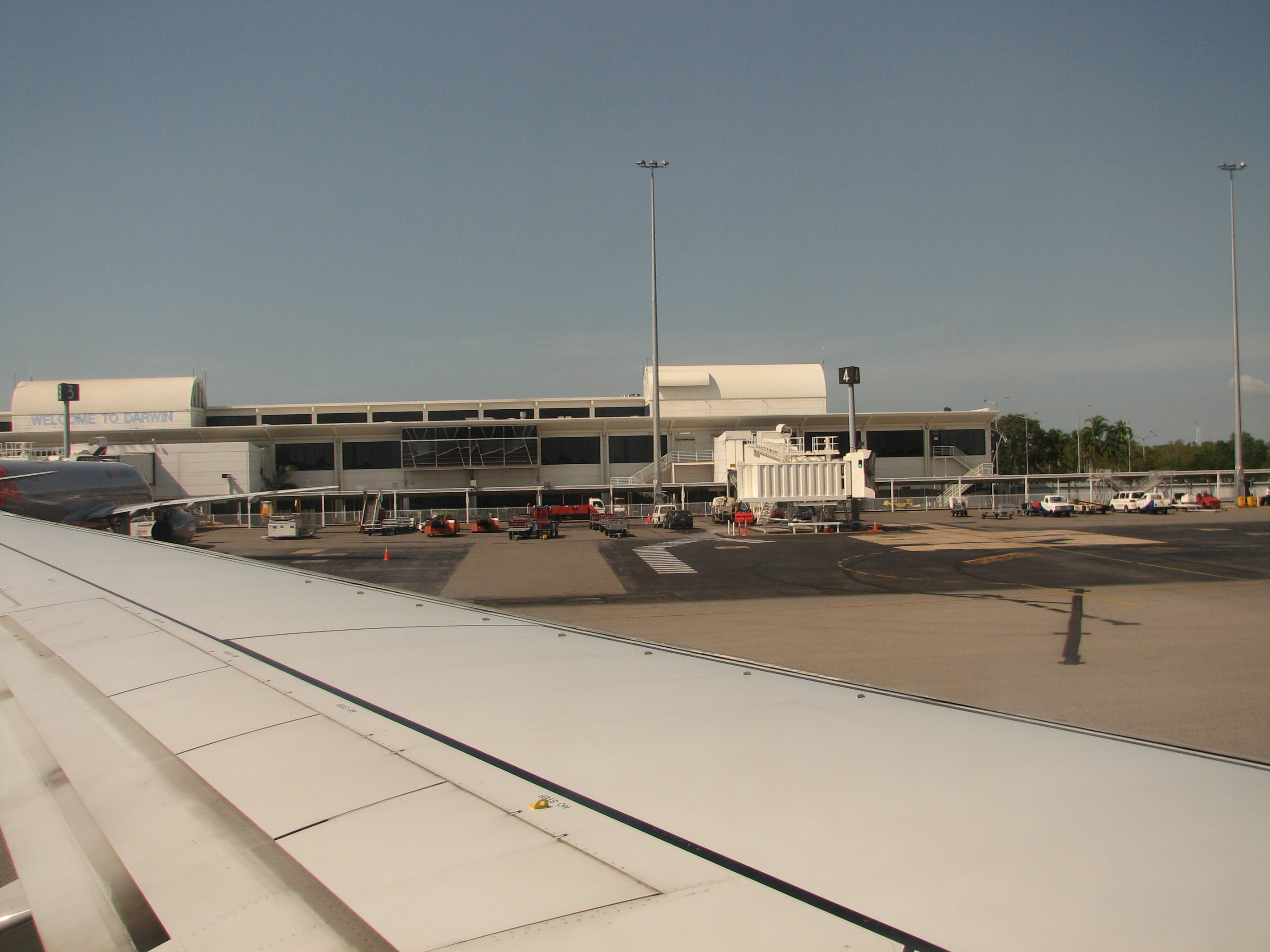
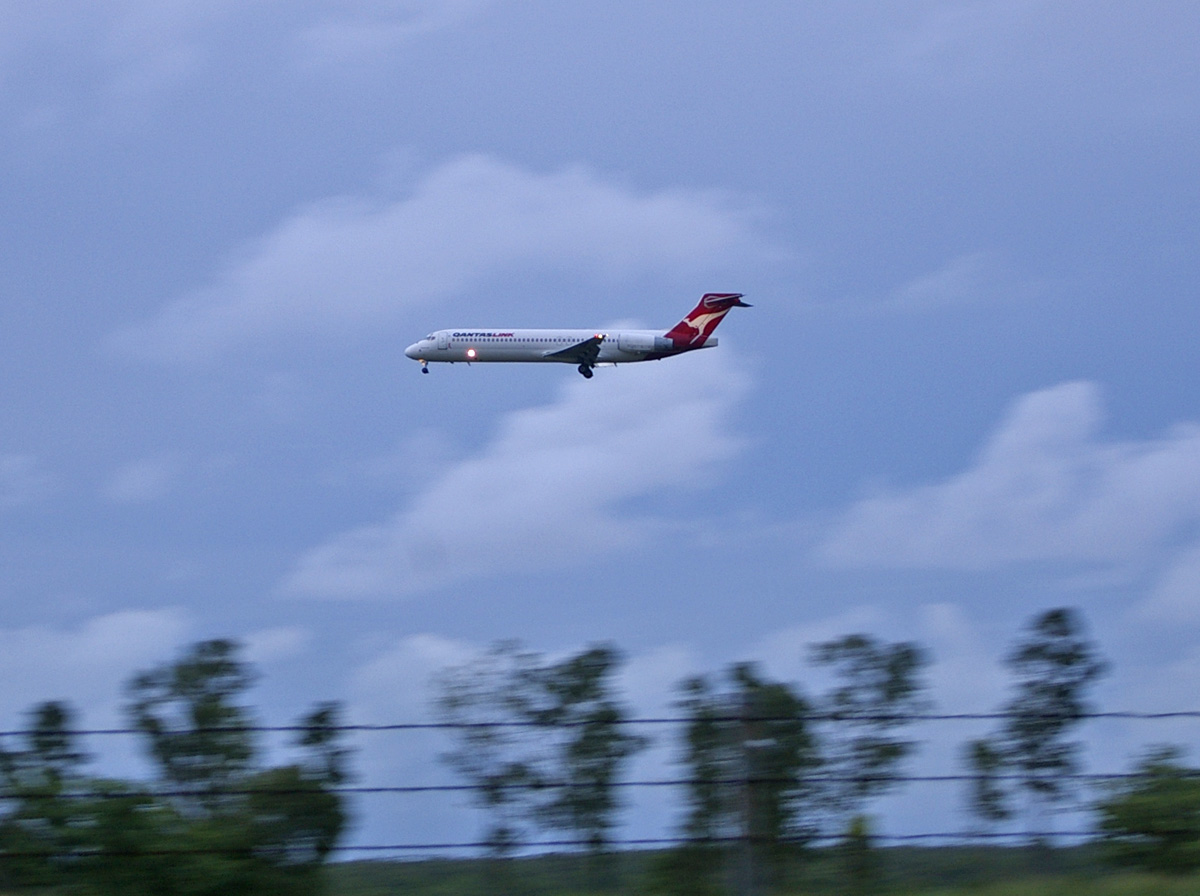
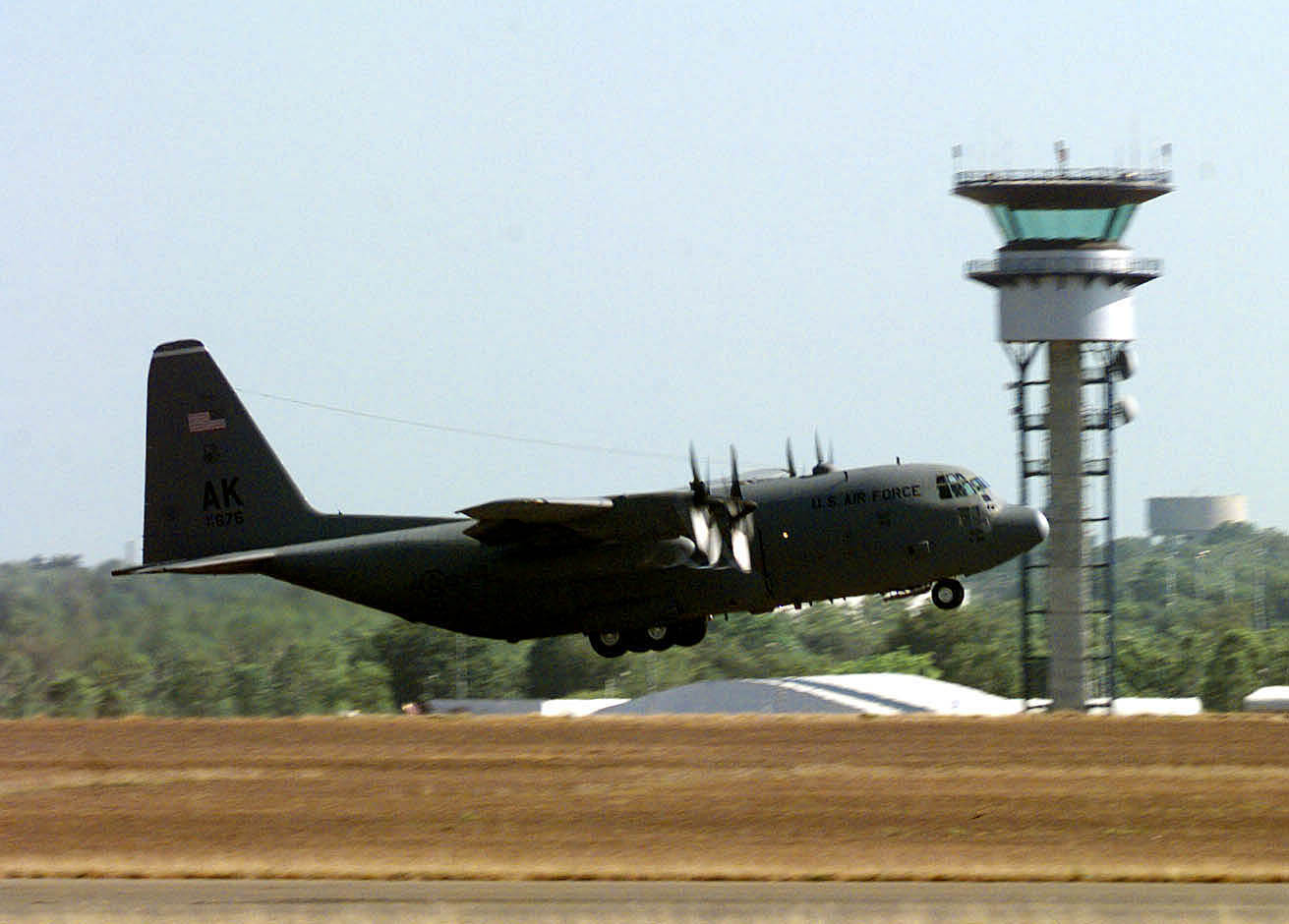

## Situation
| Alice Springs Sydney Melbourne Brisbane Perth Adélaïde Darwin Gold Coast Cairns Hobart Canberra Townsville Launceston Newcastle Mackay Sunshine Coast Port Hedland Ayers Rock-Uluru |

## Statistiques
Pour des raisons techniques, il est temporairement impossible d'afficher le graphique qui aurait dû être présenté ici.

Voir la requête brute et les sources sur Wikidata.

### Impact de la pandémie de Covid-19
Pour des raisons techniques, il est temporairement impossible d'afficher le graphique qui aurait dû être présenté ici.

Voir la requête brute et les sources sur Wikidata.

## Compagnies et destinations
| Compagnies                         | Destinations |
| ---------------------------------- | --- |
| Airnorth                           | Alice Springs, Broome, Cairns, Dili-Presidente-N. Lobato, Elcho Island, Groote Eylandt (en), Nhulunbuy (Gove) (en), Katherine, Kununurra, Maningrida, McArthur River, Millingimbi, Tennant Creek, The Granites (en), Townsville En saison : Gold Coast-Coolangatta, Perth |
| Alliance Airlines                  | Charter: Alice Springs, The Granites (en) |
| Donghai Airlines                   | Shenzhen-Bao'an |
| Fly Tiwi                           | Lake Evella (en), Snake Bay (en), Croker Island (en), Bathurst, Garden Point (en), Ramingining (en), Tennant Creek, Goulburn Island |
| Jetstar Airways                    | Adélaïde, Brisbane, Cairns, Denpasar-Bali, Melbourne-Tullamarine, Sydney-K. Smith |
| Jetstar Asia Airways               | Singapour-Changi |
| Murin Travel & Freight Services    | Port Keats |
| Qantas                             | Adélaïde, Alice Springs, Ayers Rock, Brisbane, Melbourne-Tullamarine, Perth, Sydney-K. Smith |
| QantasLink                         | Broome |
| SilkAir                            | Singapour-Changi |
| Virgin Australia Regional Airlines | Adélaïde, Alice Springs, Perth |
| Virgin Australia                   | Adélaïde, Alice Springs, Brisbane, Melbourne-Tullamarine, Perth, Sydney-K. Smith En saison : Denpasar-Bali |

Édité le 16/11/2019

### références
1. ↑  (en) « Airnorth launches "Centre Run" flights between Darwin and Alice Springs - Australian Aviation », sur australianaviation.com.au (consulté le 13 juin 2017).
2. ↑  (en) https://www.goldcoastairport.com.au/latest-news/airnorth-connects-the-gold-coast-and-townsville
3. ↑  (en) https://secure.airnorth.com.au/AirnorthSchedule/?q=plan-your-trip/timetable
4. ↑  (en) « About Us », sur www.allianceairlines.com.au (consulté le 13 juin 2017).
5. ↑  (en) « Donghai Airlines plans Darwin debut in late-May 2018 », routesonline (consulté le 13 avril 2018).
6. ↑  (en) « Statement regarding changes to Darwin operations » [archive du 12 décembre 2013],  Jetstar Airways (consulté le 11 décembre 2013).
7. 1 2  (en) https://www.qantasnewsroom.com.au/media-releases/qantas-northern-territory-network-changes/
8. ↑  (en) https://www.qantasnewsroom.com.au/media-releases/flying-tourism-boost-for-the-territory/
9. ↑  (en) « Virgin to fly Adelaide-Alice Springs from mars 2015 », Australian Aviation, australian Aviation,‎ 19 novembre 2014 (lire en ligne).
10. ↑  (en) https://www.airlineratings.com/news/virgin-oz-starts-darwin-bali-services/